# Чистоборск
Чистоборск — упразднённый посёлок в Нижневартовском районе Ханты-Мансийского автономного округа — Югры. Входил в состав сельского поселения Аган. Исключен из учётных данных в 1997 году.

## География
Находился на левом берегу реки Аган, в 30 км, по прямой, к востоку от города Покачи.

## Климат
Климат резко континентальный, зима суровая, с сильными ветрами и метелями, продолжающаяся семь месяцев. Лето относительно тёплое, но быстротечное.

## История
В 1967 году зарегистрирован новый населённый пункт посёлок Чистоборск при Чистоборском лесоучастке Сургутского леспромхоза Аганского сельсовета Сургутского района.
В 1976 году в посёлке размещается Октябрьское лесничество Куль-Еганского лесхоза. В 1986 году контора лесничества переносится в посёлок Высокий. К концу 1980-х посёлок опустел.

## Население
| 1989 |
| ---- |
| 0    |